# داونپورت (واشینگتن)
داونپورت (به انگلیسی: Davenport) شهری در شهرستان لینکلن ایالت واشنگتن است که در سرشماری سال ۲۰۱۰ میلادی، ۱۷۳۴ نفر جمعیت داشته است.